# العصمين (الجميمة)

تعديل مصدري - تعديل

العصمين هي إحدى قرى عزلة ظهاى بمديرية الجميمة التابعة لمحافظة حجة، بلغ تعداد سكانها 412 نسمة حسب تعداد اليمن لعام 2004.